# Fibración de Hopf

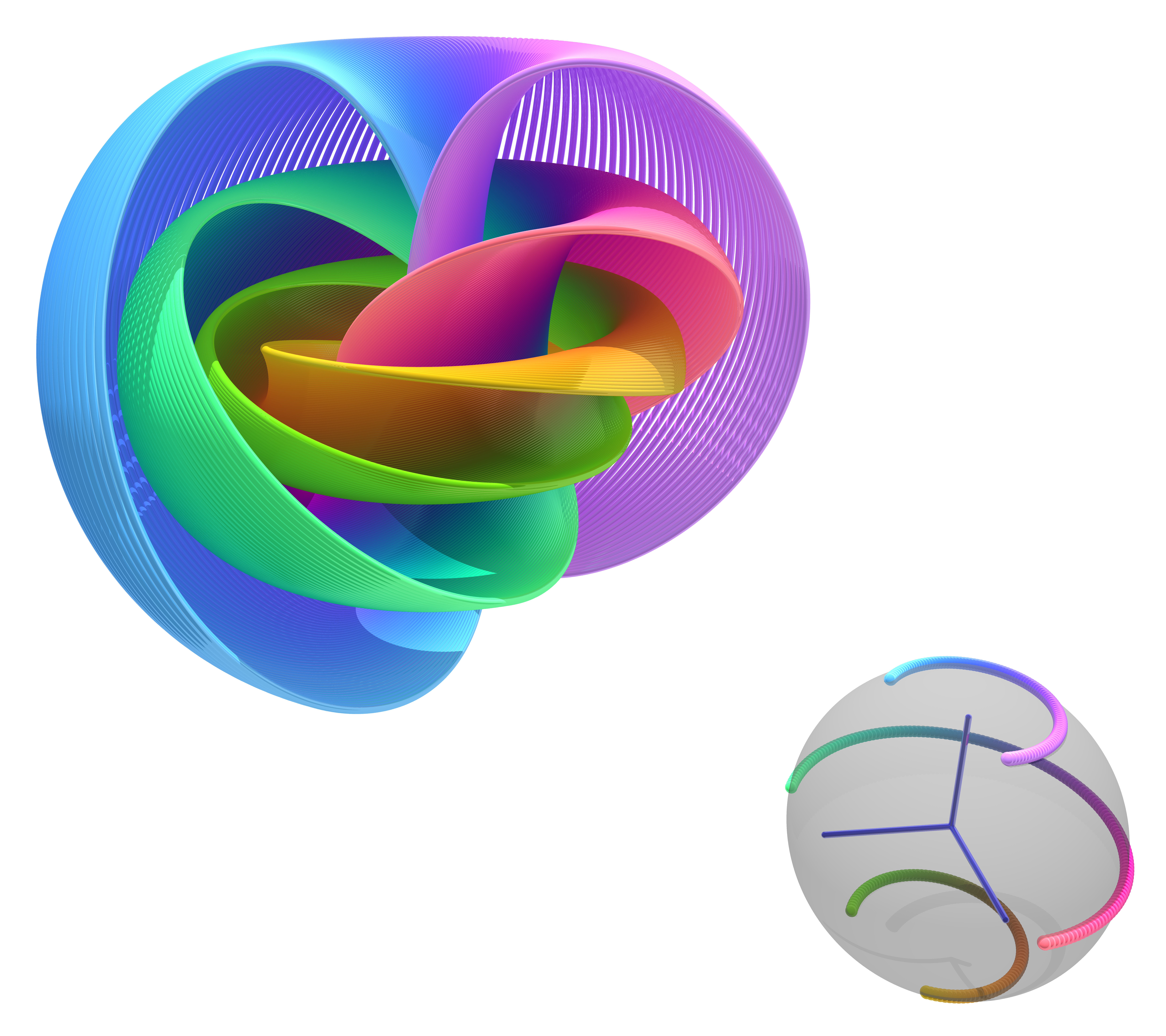
Es posible visualizar la fibración de Hopf utilizando una proyección estereográfica de S^{3} a R^{3} y luego comprimir R^{3} en una bola. Esta imagen muestra puntos en S^{2} y sus correspondientes fibras con el mismo color.

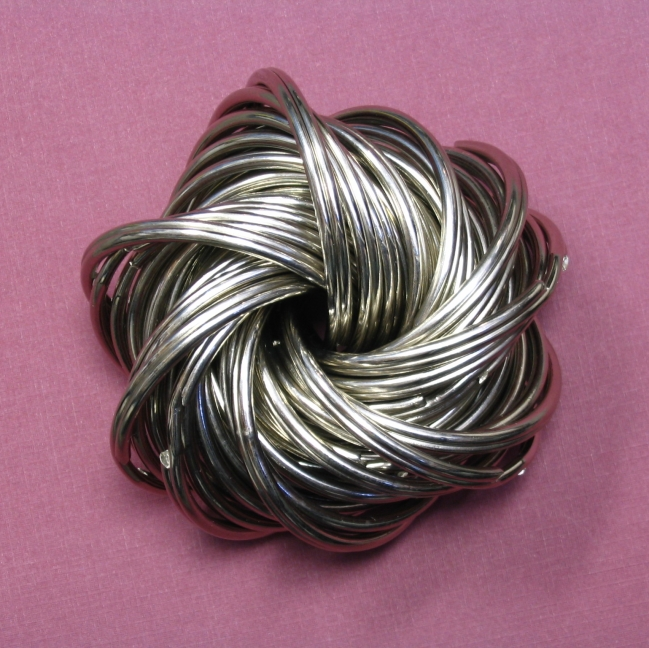
En este modelo las argollas simulan parte de la fibración de Hopf al mostrar algunos de los círculos de la fibración de Hopf que se encuentran en un toroide común.

En la rama de las matemáticas denominada topología, la fibración de Hopf (también denominada el haz de Hopf o mapa de Hopf) describe una 3-esfera (una hiperesfera en el espacio de cuatro dimensiones) mediante circunferencias y una esfera ordinaria. Descubierta en 1931 por Heinz Hopf, es un ejemplo inicial importante de un haz de fibras. Técnicamente, Hopf descubrió una función continua (o "mapa") de varios a uno de la 3-esfera en la 2-esfera tal que cada punto en particular de la 2-esfera proviene de una circunferencia específica de la 3-esfera (Hopf, 1931). Por lo tanto la 3-esfera se compone de fibras, donde cada fibra es una circunferencia — uno para cada punto de la 2-esfera.
Esta estructura de haz de fibras queda expresada mediante la expresión
{\displaystyle S^{1}\hookrightarrow S^{3}{\xrightarrow {\ p\,}}S^{2},}
que significa que el espacio de fibra S1 (un círculo) se encuentra encajado en el espacio total S3 (la 3-esfera), y p: S3→S2 (Mapa de Hopf) proyecta S3 en el espacio base S2 (la 2-esfera ordinaria). La fibración de Hopf, al igual que todo haz de fibras, posee la propiedad que es un producto espacial local. Sin embargo es un haz de fibras no trivial, o sea S3 no es en sentido global un producto de S2 y S1 aunque a nivel local es indistinguible de este.

Existen numerosas generalizaciones de la fibración de Hopf. La esfera unidad en Cn+1 se fibra naturalmente en CPn con circunferencias como fibras, existen también versiones de estas fibraciones reales, cuaterniónicas, y octoniónicas. En particular, la fibraciónn de Hopf corresponde a una familia de cuatro haces de fibras en los cuales el espacio total, el espacio base, y el espacio fibra son todos esferas:
{\displaystyle S^{0}\hookrightarrow S^{1}\rightarrow S^{1},\,\!}
{\displaystyle S^{1}\hookrightarrow S^{3}\rightarrow S^{2},\,\!}
{\displaystyle S^{3}\hookrightarrow S^{7}\rightarrow S^{4},\,\!}
{\displaystyle S^{7}\hookrightarrow S^{15}\rightarrow S^{8}.\,\!}
Según establece el teorema de Adams estas fibraciones solo pueden presentarse en estas dimensiones. 
La fibración de Hopf es importante en el ámbito de la teoría de twistores.

## Construcción
Identificamos {\displaystyle \mathbb {R} ^{4}} con {\displaystyle \mathbb {C} ^{2}}, entonces, {\displaystyle \mathbb {S} ^{3}=\{(z_{1},z_{2}):z_{1},z_{2}\in \mathbb {C} {\text{ y }}z_{1}^{2}+z_{2}^{2}=1\}}. Consideramos {\displaystyle F:\mathbb {S} ^{3}\longrightarrow \mathbb {CP} ^{1}}. {\displaystyle \mathbb {CP} ^{1}} se puede identificar con {\displaystyle {\hat {\mathbb {C} }}=\mathbb {C} \cup \{\infty \}}.
{\displaystyle F} es una submersión y, por tanto, {\displaystyle F} induce una foliación en {\displaystyle \mathbb {S} ^{3}} cuyas hojas vienen definidas por {\displaystyle F^{-1}([w_{1}:w_{2}])} con {\displaystyle [w_{1}:w_{2}]\in \mathbb {CP} ^{1}}. Es decir, {\displaystyle F^{-1}([w_{1}:w_{2}])=\{(z_{1},z_{2}):F(z_{1},z_{2})=[w_{1}:w_{2}]\}=\{(e^{i\theta }w_{1},e^{i\theta }w_{2})\}\simeq \mathbb {S} ^{1}}. Por tanto, {\displaystyle F}  determina una foliación cuyas hojas son isomorfas a {\displaystyle \mathbb {S} ^{1}}.